# 기쁜 우리 젊은 날 (드라마)
《기쁜 우리 젊은 날》은 2011년 8월 28일에 방영한 KBS 드라마 스페셜이다.

## 등장 인물

### 주요 인물
- 최성원 : 형주 역
- 유다인 : 순남 역

### 주변 인물
- 문혁 : 민구 역
- 백수련 : 할머니 역
- 경규원 : 중식 역
- 김환희 : 달래 역

### 그 외 인물
- 박명신 : 아줌마 역
- 문보연 : 아나운서 역
- 조순창 : 계엄군 1 역
- 김경희 : 심사위원 1 역
- 하리라 : 스텝 1 역
- 차종호 : 택시기사 2 역
- 조재룡 : 버스기사 역
- 백준 : 버스학생 역
- 박설희 : 대학생 커플여 역
- 정예하 : 매표원 역
- 송승용 : 의사 역
- 황인혜 : 간호사 역
- 정민수 : 외신기자 역
- 안드레이 : 외신카메라 1 역
- 김정현 : 외신카메라 2 역
- 조선형 : 시위대 대표 역
- 김의황 : 시위대 부대표 역
- 방기범 : 시위대 역
- 김현회 : 시위대 역
- 김두봉 : 시위대 역
- 구대영 : 오토바이배달원 역
- 임혜진 : 개그오디션 참가자 역
- 남기호 : 군용트럭기사 역
- 남기훈 : 취객 역

### 특별출연
- 허정민 : 대학생 커플남 역
- 최대철 : 선배 역
- 김진서 : 택시기사 1 역
- 안용준 : 소년 1 역

## 시청률
- 전국 시청률 : 3.8%[1]

## 삽입곡
이 드라마에 출연한 배우들이 직접 노래를 부르고 삽입곡으로 사용되었다.
- 김만준 - 〈모모〉

1. 노래: 최성원

- 서울대트리오 - 〈젊은 연인들〉

1. 노래: 유다인, 최성원
2. 합창: 문혁, 경규원, 문보연, 이용호, 김정현

## 촬영지
- 합천영상테마파트
- 우석대학교
- 광주기독병원
- 광주518망월동묘지
- 수원 동해장